# Cala Murada
Cala Murada és una cala de la costa de Manacor, urbanitzada a partir del 1956 de forma molt singular, conservant un entorn de bosc mediterrani. Hi desemboquen el torrent del Fangar i es riuet, ambdós formen un estanyol separat de la mar per la barra arenosa que forma la platja de cala Murada. La seva extensió és de 110 metres per 102 i el desnivell és del 5%, de sorra fina. És una platja molt concorreguda degut a la densitat d'urbanitzacions i al seu fàcil accés que compta amb tota mena de serveis.. La boca de la cala està orientada a l'est i nord-est i les seves aigües solen ser netes i cristal·lines.
A prop de la platja s'hi troba la cova de Cala Murada, una cova artificial usada com a sepulcre (hipogeu) datada del bronze antic, de la cultura pretalaiòtica. Consta d'un passadís que desemboca auna sala de sostre semicircular en les parets de la qual hi ha nínxols. Antigament també fou usada com a refugi de pescadors o contrabandistes.
El nucli de cala Murada consta actualment de 195 habitants. El seu accés es fa per la carretera de Porto Cristo a Portocolom.